# ASB Classic 2024 - Qualificazioni singolare maschile
Le qualificazioni del singolare dell'ASB Classic 2024 sono state un torneo di tennis preliminare per accedere alla fase finale della manifestazione. I vincitori dell'ultimo turno sono entrati di diritto nel tabellone principale. In caso di ritiro di uno o più giocatori aventi diritto, sono subentrati i lucky loser, ossia i giocatori che hanno perso nell'ultimo turno e che avevano una classifica più alta rispetto agli altri partecipanti che avevano perso nel turno finale.

## Teste di serie
1. Benjamin Bonzi (ritirato)
2. Tarō Daniel (ritirato)
3. Alexandre Müller (qualificato)
4. Cristian Garín (ritirato)

1. Grégoire Barrère (primo turno)
2. Alejandro Tabilo (qualificato)
3. Jaume Munar (ultimo turno)
4. Constant Lestienne (ultimo turno)

## Qualificati
1. Alex Michelsen
2. Alejandro Tabilo

1. Alexandre Müller
2. Luca Van Assche

## Tabellone

### Sezione 1
|  | Primo turno | Primo turno      | Primo turno      | Primo turno | Primo turno |  |  | Ultimo turno | Ultimo turno   | Ultimo turno   | Ultimo turno | Ultimo turno |  |
|  |             |                  |                  |             |             |  |  |              |                |                |              |              |  |
|  | Alt         | Blake Mott       | Blake Mott       | 5           | 2           |  |  |              |                |                |              |              |  |
|  | WC          | Jack Loutit      | Jack Loutit      | 7           | 6           |  |  | WC           | Jack Loutit    | Jack Loutit    | 3            | 3            |  |
|  |             | Alex Michelsen   | Alex Michelsen   | 6           | 6           |  |  |              | Alex Michelsen | Alex Michelsen | 6            | 6            |  |
|  | 5           | Grégoire Barrère | Grégoire Barrère | 2           | 2           |  |  |              |                |                |              |              |  |

### Sezione 2
|  | Primo turno | Primo turno      | Primo turno      | Primo turno | Primo turno |  |  | Ultimo turno | Ultimo turno     | Ultimo turno     | Ultimo turno | Ultimo turno |  |
|  |             |                  |                  |             |             |  |  |              |                  |                  |              |              |  |
|  | Alt         | Jake Delaney     | Jake Delaney     | 1           | 4           |  |  |              |                  |                  |              |              |  |
|  |             | Patrick Kypson   | Patrick Kypson   | 6           | 6           |  |  |              | Patrick Kypson   | Patrick Kypson   | 63           | 3            |  |
|  | WC          | Isaac Becroft    | Isaac Becroft    | 0           | 1           |  |  | 6            | Alejandro Tabilo | Alejandro Tabilo | 7            | 6            |  |
|  | 6           | Alejandro Tabilo | Alejandro Tabilo | 6           | 6           |  |  |              |                  |                  |              |              |  |

### Sezione 3
|  | Primo turno | Primo turno           | Primo turno           | Primo turno | Primo turno |  |  | Ultimo turno | Ultimo turno       | Ultimo turno | Ultimo turno | Ultimo turno |  |
|  |             |                       |                       |             |             |  |  |              |                    |              |              |              |  |
|  | 3           | Alexandre Müller      | Alexandre Müller      | 6           | 6           |  |  |              |                    |              |              |              |  |
|  | Alt         | Nino Serdarušić       | Nino Serdarušić       | 3           | 4           |  |  | 3            | Alexandre Müller   | 6            | 2            | 6            |  |
|  | Alt         | Alexander Klintcharov | Alexander Klintcharov | 0           | 2           |  |  | 8            | Constant Lestienne | 4            | 6            | 4            |  |
|  | 8           | Constant Lestienne    | Constant Lestienne    | 6           | 6           |  |  |              |                    |              |              |              |  |

### Sezione 4
|  | Primo turno | Primo turno     | Primo turno     | Primo turno | Primo turno |  |  | Ultimo turno | Ultimo turno    | Ultimo turno | Ultimo turno | Ultimo turno |  |
|  |             |                 |                 |             |             |  |  |              |                 |              |              |              |  |
|  | Alt         | Artem Sitak     | Artem Sitak     | 1           | 1           |  |  |              |                 |              |              |              |  |
|  |             | Luca Van Assche | Luca Van Assche | 6           | 6           |  |  |              | Luca Van Assche | 3            | 7            | 6            |  |
|  | PR          | Jiří Veselý     | Jiří Veselý     | 2           | 62          |  |  | 7            | Jaume Munar     | 6            | 65           | 2            |  |
|  | 7           | Jaume Munar     | Jaume Munar     | 6           | 7           |  |  |              |                 |              |              |              |  |